# 礦工威利
《礦工威利》（又译作）是1984年平台游戏，由马修·史密斯开发，Software Projects发行，对应ZX Spectrum家庭电脑。游戏是1983年《疯狂矿工》的续作。
《礦工威利》游戏登上1984年英国畅销家庭游戏榜单三个月。